# چایوا کواسا (آیاکوچو)
چایوا کواسا (به اسپانیایی: Challwa Q'asa) یک کوه در پرو است که در منطقه آیاکوچو واقع شده‌است. چایوا کواسا ۴٬۸۰۰ متر بالاتر از سطح دریا واقع شده‌است.